# Czwarty gabinet Malcolma Frasera
Czwarty gabinet Malcolma Frasera – pięćdziesiąty czwarty gabinet federalny Australii, urzędujący od 3 listopada 1980 do 11 marca 1983. Był gabinetem koalicyjnym Liberalnej Partii Australii (LPA) i Narodowej Partii Wiejskiej (NCP).

## Okoliczności powstania i dymisji
Gabinet urzędował przez całą kadencję Izby Reprezentantów. Powstał po federalnych wyborach parlamentarnych z października 1980, w których rządząca od 1975 koalicja zdołała utrzymać większości w Izbie. Następne wybory odbyły się w marcu 1983 i przyniosły klęskę LPA i NCP. Władzę przejęła Australijska Partia Pracy, a jej lider Bob Hawke utworzył swój pierwszy gabinet.

## Skład
| stanowisko                                                                          | osoba              | partia | od                   | do                   |
| ----------------------------------------------------------------------------------- | ------------------ | ------ | -------------------- | -------------------- |
| premier                                                                             | Malcolm Fraser     | LPA    | 3 listopada 1980     | 11 marca 1983        |
| wicepremier                                                                         | Doug Anthony       | NCP    | 3 listopada 1980     | 11 marca 1983        |
| minister handlu i zasobów                                                           | Doug Anthony       | NCP    | 3 listopada 1980     | 11 marca 1983        |
| minister przemysłu i gospodarki                                                     | Phillip Lynch      | LPA    | 3 listopada 1980     | 11 października 1982 |
| minister przemysłu i gospodarki                                                     | Andrew Peacock     | LPA    | 11 października 1982 | 11 marca 1983        |
| minister komunikacji                                                                | Ian Sinclair       | NCP    | 3 listopada 1980     | 7 maja 1982          |
| minister rozwoju narodowego i energii                                               | John Carrick       | LPA    | 3 listopada 1980     | 11 marca 1983        |
| wiceprzewodniczący Federalnej Rady Wykonawczej                                      | John Carrick       | LPA    | 3 listopada 1980     | 7 maja 1982          |
| wiceprzewodniczący Federalnej Rady Wykonawczej                                      | James Killen       | LPA    | 7 maja 1982          | 11 marca 1983        |
| minister spraw zagranicznych                                                        | Tony Street        | LPA    | 3 listopada 1980     | 11 marca 1983        |
| minister przemysłu podstawowego                                                     | Peter Nixon        | NCP    | 3 listopada 1980     | 11 marca 1983        |
| minister skarbu                                                                     | John Howard        | LPA    | 3 listopada 1980     | 11 marca 1983        |
| minister ds. warunków pracy (od 7 maja 1982 minister zatrudnienia i warunków pracy) | Andrew Peacock     | LPA    | 3 listopada 1980     | 16 kwietnia 1981     |
| minister ds. warunków pracy (od 7 maja 1982 minister zatrudnienia i warunków pracy) | Ian Viner          | LPA    | 16 kwietnia 1981     | 7 maja 1982          |
| minister ds. warunków pracy (od 7 maja 1982 minister zatrudnienia i warunków pracy) | Ian Macphee        | LPA    | 7 maja 1982          | 11 marca 1983        |
| minister obrony                                                                     | James Killen       | LPA    | 3 listopada 1980     | 7 maja 1982          |
| minister obrony                                                                     | Ian Sinclair       | NCP    | 7 maja 1982          | 11 marca 1983        |
| minister finansów                                                                   | Margaret Guilfoyle | LPA    | 3 listopada 1980     | 11 marca 1983        |
| minister zatrudnienia i młodzieży                                                   | Ian Viner          | LPA    | 3 listopada 1980     | 16 kwietnia 1981     |
| minister wspierający premiera                                                       | Ian Viner          | LPA    | 3 listopada 1980     | 7 maja 1982          |
| prokurator generalny                                                                | Peter Durack       | LPA    | 3 listopada 1980     | 11 marca 1983        |
| minister zabezpieczenia społecznego                                                 | Fred Chaney        | LPA    | 3 listopada 1980     | 11 marca 1983        |
| minister edukacji                                                                   | Wal Fife           | LPA    | 16 kwietnia 1981     | 7 maja 1982          |
| minister edukacji                                                                   | Peter Baume        | LPA    | 7 maja 1982          | 11 marca 1983        |
| minister lotnictwa                                                                  | Wal Fife           | LPA    | 7 maja 1982          | 11 marca 1983        |
| minister wspierający premiera w kwestiach federalnych                               | Wal Fife           | LPA    | 16 kwietnia 1981     | 11 marca 1983        |